# Cleptometopus similaris
Cleptometopus similaris är en skalbaggsart som först beskrevs av J. Linsley Gressitt 1945.  Cleptometopus similaris ingår i släktet Cleptometopus och familjen långhorningar. Inga underarter finns listade i Catalogue of Life.